# Robert Stoltenberg
Robert Stoltenberg (* 17. April 1965 in Oslo) ist ein norwegischer Komiker, Schauspieler und Fernsehproduzent. Im Rahmen seiner Sendungen erschuf er viele in Norwegen bekannte Fernsehfiguren.

## Leben
Stoltenberg wuchs mit seinem Zwillingsbruder Harald in Oslo und Fetsund auf. Im Alter von 17 Jahren begann er für den norwegischen Rundfunksender Norsk rikskringkasting (NRK) in einer Radiosendung zu arbeiten. Er ist ausgebildeter Fernsehregisseur. Im Jahr 1990 trat er erstmals im Fernsehen auf. Dort moderierte er gemeinsam mit seinem Zwillingsbruder die Musiksendung Panorama. Während sich sein Zwillingsbruder aus der Öffentlichkeit zurückzog, setzte Robert Stoltenberg seine Karriere in der Fernsehwelt fort. Von 1999 bis 2002 spielte er die Rolle des Yngve Freiholt in der Sendung Åpen post. In dieser Rolle führte er 2000 auch durch die Sendung Copacabana. Im Jahr 2002 hatte Stoltenberg seinen größeren Durchbruch mit der Fernsehserie Borettslaget, die bis 2008 in drei Staffeln ausgestrahlt wurde und verschiedenen Figuren in einer städtischen Wohnanlage folgte. Er war sowohl als Drehbuchautor als auch Schauspieler tätig und er erhielt für die Serie mehrere Auszeichnungen. Er spielte in der Sendung unter anderem Figuren wie Roy Narvestad, den Modexperten Yngve Freiholt oder Piirka Kellivoite Kollonemi. Die Figur des Roy Narvestad diente im Jahr 2017 als Grundlage für die Serie Narvestad tar ferie, in der dieser verschiedene Länder bereist.
In der Zeit zwischen 2013 und 2016 war er Mitglied des Ensembles von Underholdningsavdelingen, einer Comedy-Sendung, in der wöchentlich neue Sketche eingespielt wurden. Stoltenberg war auch als Moderator tätig, so etwa im Jahr 2019 bei Sommeråpent und bei der TV-aksjon.
Robert Stoltenberg ist Chef seiner eigenen Gesellschaft Stoltenberg media og underholdning. Er trat lange in Interviews nur in der Rolle seiner Figuren auf, erst später gab er auch vereinzelt Interviews als er selbst. Im Jahr 2011 erwähnte er in der Talkshow Skavlan, dass er homosexuell sei, kurz darauf gab er bekannt, dass er seit 22 Jahren einen Partner habe. Gemeinsam mit seinem Zwillingsbruder veröffentlichte er im Jahr 2022 das Kinderbuch Turbotvillingene og den store kanonballkampen. Stoltenberg stieg im Jahr 2023 in die vierte Staffel der Musikshow Maskorama in das Ratepanel ein. Im Jahr 2025 wurde er Teil des Ensembles der bei NRK ausgestrahlten Sketchshow Humoretaten.

## Auszeichnungen
- 2002: Amanda (bester männlicher Schauspieler für Borettslaget)[14]
- 2002: Gullruten (bester TV-Schauspieler)
- 2002: Gullruten (Neuschaffer des Jahres)
- 2002: Gullruten (Publikumspreis)[15]
- 2002: Komiprisen (bester männlicher Revy- und Comedykünstler)[16]
- 2002: Årets Navn (deutsch: Name des Jahres), Preis der Zeitung Verdens Gang (VG)[17]
- 2019: Wenche Foss’ ærespris

## Filmografie (Auswahl)

### Darsteller
- 1990: U (Fernsehserie, 4 Folgen)
- 1999–2002: Åpen post (Fernsehserie, 6 Folgen)
- 2002: Borettslaget
- 2004: Hundehjørnet (Miniserie)
- 2010: Trollhunter
- 2012: Julekongen (Fernsehserie, 20 Folgen)
- 2013–2016: Underholdningsavdelingen
- 2014: Side om side (Fernsehserie, 1 Folge)
- 2014: Adventslekene (Fernsehserie)
- 2017: Historisk (Fernsehserie, 3 Folgen)
- 2017: Narvestad tar ferie (Fernsehserie, 6 Folgen)
- 2017–2019: Robert og Herman (Fernsehserie, 8 Folgen)
- 2018: Hytteliv
- 2021: Coda KORK (Fernsehserie, 10 Folgen)

### Regisseur
- 2004: Hundehjørnet

### Drehbuchautor
- 2004: Hundehjørnet
- 2002–2008: Borettslaget
- 2011: Småbyliv
- 2017: Narvestad tar ferie
- 2018: Hytteliv

### Synchronsprecher
- 2009: Pelle Politibil går i vannet
- 2013: Pelle Politibil på sporet